# Ineke Riem
Ineke Roberta Riem (Oudenhoorn, 2 februari 1980) is een Nederlandse schrijfster en dichteres die ook illustraties maakt.

## Biografie
Riem bracht haar jeugd door op het voormalige eiland Voorne-Putten. Het landschap van Voorne figureert vaak in haar werk, zo is het dorp Oudering uit haar debuutroman geïnspireerd op Oudenhoorn.

## Opleiding
Van 1998 tot 2002 studeerde Riem Nederlandse Taal- en Letterkunde aan de Rijksuniversiteit Groningen en aan het Dutch Department van het University College London. Ze specialiseerde zich in de Moderne Letterkunde en schreef een scriptie over de literatuuropvattingen van vijf experimentele dichters.
In 2003 behaalde ze de propedeuse van de in 2002 opgerichte schrijfopleiding van de Gerrit Rietveld Academie.

## Schrijverscarrière
Naast een baan als docente Nederlands schreef Riem aan haar debuutroman. In 2011 publiceerde De Gids haar prozadebuut, het korte verhaal ‘Ik ben er nog’ dat de Nieuw Proza Prijs Venlo 2012 won voor het beste korte verhaal van een debutant. In feite was dit verhaal een hoofdstuk uit haar roman. Bij uitgeverij De Arbeiderspers verscheen in 2013 haar debuutroman Zeven pogingen om een geliefde te wekken. Riem tekende de omslagillustratie en illustraties voor het binnenwerk en zou dit blijven doen voor later werk.
Zeven pogingen om een geliefde te wekken werd bekroond met De Bronzen Uil en de Dioraphte Jongerenliteratuur Prijs, en genomineerd voor de Libris Literatuur Prijs (longlist) en de Academica Literatuurprijs (shortlist). Het boek was opgenomen in de tentoonstelling De Best Verzorgde Boeken van 2013 van het Stedelijk Museum in Amsterdam.
De jury van de Bronzen Uil prees het 'beeldende taalgebruik' van Riem en haar 'stilistische veelzijdigheid'. De jury van de Academica Literatuurprijs noemde haar debuut 'een ode aan de verbeelding'. NRC Handelsblad noemde haar dichtbundel Alle zeeën zijn geduldig 'een droomdebuut met een volstrekt eigen stem'.
In 2021 ontving Ineke Riem de juryprijs van de Melopee Poëzieprijs Laarne voor het gedicht 'Pegasus in galop' uit de bundel Fantasii, dat eerder gepubliceerd werd in Poëziekrant.